# Vad (punct de trecere)

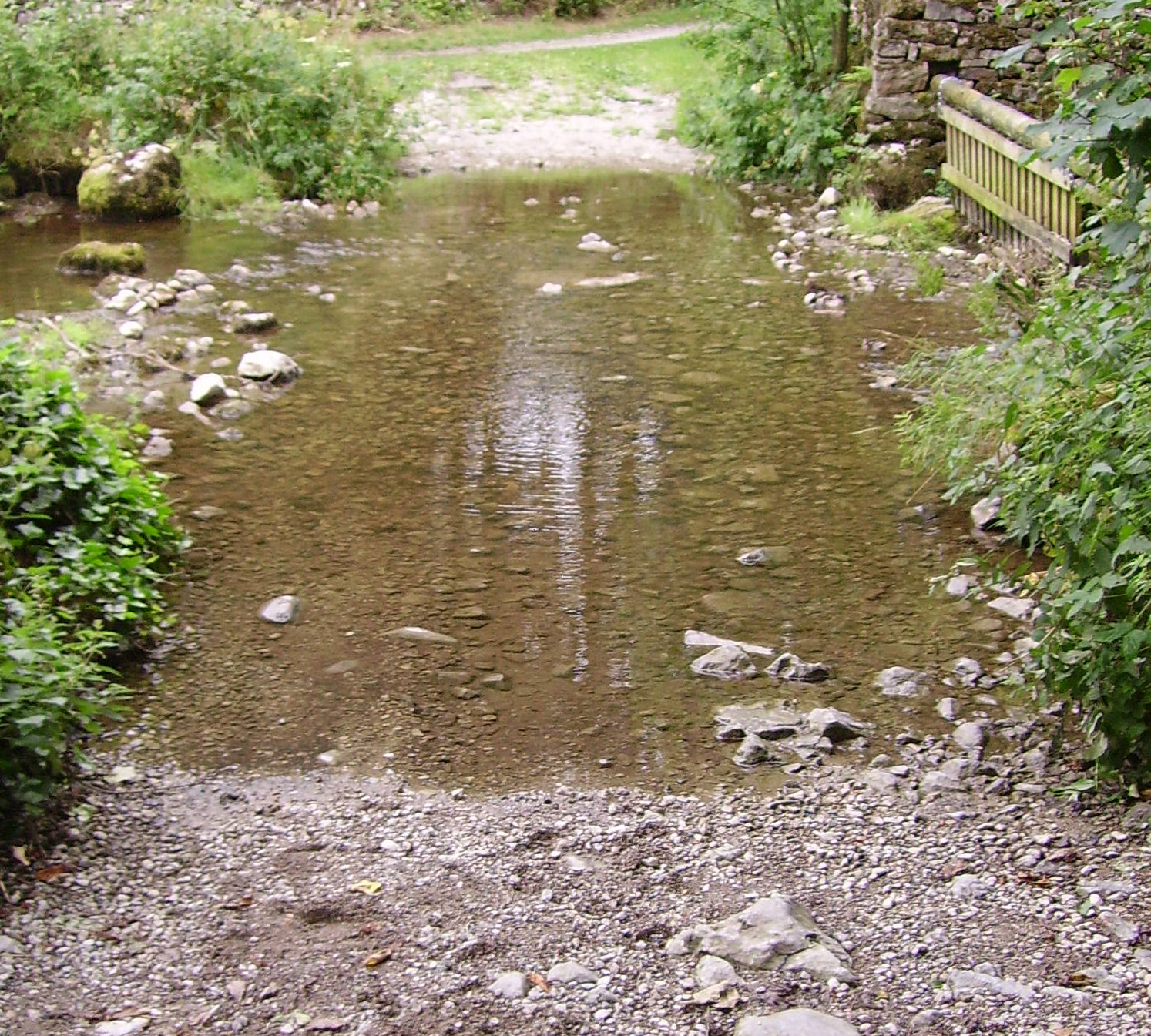
Vadul unui pârâu din Anglia.

- Acest articol se referă la Vad locul de trecere joasă a unei ape. Pentru alte sensuri, vedeți Vad (dezambiguizare).

Vad, substantiv comun neutru (un vad, două vaduri), este un punct de trecere al unei ape curgătoare, care este astfel situat de-a lungul albiei majore și/sau de-a lungul celei minore a unui râu sau fluviu încât profilul concavității secțiunii transversale este minimă, permițând accesarea ambelor maluri, prin trecerea cursului de apă în ambele direcții, cu relativă ușurință. 
De multe ori vadurile sunt modificate și întreținute, având deseori trecerea amenajată și construită de forma unui drum, a unui pod subacvatic sau a unor piloni pietonali. 

Secţiunea transversală a unei văi cu un profil de concavitate redusă, ca acelea care favorizează apariția meandrelor, este de dorit în cazul realizării unui vad.